# TuS 1896 Sachsenhausen
TuS 1896 Sachsenhausen is een Duitse voetbalclub uit Sachsenhausen, Oranienburg, Brandenburg.

## Geschiedenis
De club werd in 1896 opgericht en was aanvankelijk enkel actief in gymnastiek. In 1921 werd er ook met een voetbalafdeling begonnen.
In het seizoen 2022/23 werd de club kampioen in de Verbandsliga Brandenburg maar zag af van promotie.